# Сеницкий, Кристоф Казимир
Криштоф Казимир Сеницкий (Синицкий, Sienicki) (1671 — 1711) — великолитовский военный деятель, генерал артиллерии литовской (1706), участник «Домашней войны» в ВКЛ и Северной войны.

## Биография
Третий сын Веспасиана Сеницкого, представителя шляхетского герба Боньча (герб).
Обучался в Кенигсбергском и Лейденском университетах.
После избрания короля Августа II (1697) находился в окружении нового короля, в 1700 году назначен хорунжим Новгород-Северского и, возможно, участвовал в битве при Олькениках против Сапег под командованием М. Вишневецкого.
В 1702 году участвовал в осаде Быхова, после взятия крепости назначен каштеляном нового гарнизона крепости, стал также администратором Быховского графства.
С 1703 года — генерал-майор ВКЛ и командир пехотного полка, вскоре получил также должность великолитовского мечника. В 1704 году участвовал в создании Сандомирской конфедерации в поддержку Августа II, действовал против шведов и его союзников в Курляндии, Жемайтии и Польше, участвовал в сражении под Шкудами, получил за заслуги староство Чечерское.
В 1705 году подписал манифест против воцарения на трон Речи Посполитой Станислава Лещинского, в 1706 году сражался под началом М. Вишневецкого и русского генерала А. Д. Меншикова под Прагой (в предместье Варшавы). В сентябре 1706 года назначен генералом артиллерии литовской и региментарием Белорусской дивизии.
Отречение Августа II от короны и признание им власти Станислава Лещинского по Альтранштедтскому миру  24 сентября 1706 года заставило часть шляхты (в том числе М. Вишневецкого и К. Сеницкого) признать власть нового короля, который действовал на стороне Карла XII против России.
3 февраля 1707 года К. Сеницкий признан Станиславом Лещинским в должности генерала артиллерии, но лишён должности великолитовского мечника.
В кампании 1707 года на территории Великого княжества Литовского К. Сеницкий действовал против русской армии, сумел захватить русский конвой из Смоленска с деньгами, предназначенные для Г. Огинского и подкупа сторонников М. Вишневецкого. Будучи атакован русской кавалерией, укрылся в Быхове. Г. Огинский, примкнувший к осаде Быхова русской армией, склонил гарнизон к почётной капитуляции. Однако Пётр I не признал условия капитуляции и велел арестовать К. Сеницкого вместе с братом Людвиком.
Вначале был отвезён в Смоленск, затем в Москву, затем сослан в Сибирь (в Тобольск, далее в Якутск), умер по дороге, возможно, от цинги.